# Тревор Стівен
Тревор Стівен (англ. Trevor Steven, нар. 21 вересня 1963, Бервік-апон-Твід) — англійський футболіст, фланговий півзахисник.
Насамперед відомий виступами за клуби «Евертон» та «Рейнджерс», а також національну збірну Англії.
Володар Кубка Англії. Дворазовий чемпіон Англії. Чотириразовий володар Суперкубка Англії з футболу. Володар Кубка Кубків УЄФА. Семиразовий чемпіон Шотландії. Дворазовий володар Кубка Шотландії. Чемпіон Франції.

## Клубна кар'єра
У дорослому футболі дебютував 1980 року виступами за команду клубу «Бернлі», в якій провів три сезони, взявши участь у 74 матчах чемпіонату.
Своєю грою за цю команду привернув увагу представників тренерського штабу клубу «Евертон», до складу якого приєднався 1983 року. Відіграв за клуб з Ліверпуля наступні шість сезонів своєї ігрової кар'єри. Більшість часу, проведеного у складі «Евертона», був основним гравцем команди. За цей час виборов титул володаря Кубка Англії, ставав чемпіоном Англії (двічі), володарем Суперкубка Англії з футболу (чотири рази), володарем Кубка Кубків УЄФА.
Згодом з 1989 по 1992 рік грав у складі команд клубів «Рейнджерс» та «Олімпік» (Марсель). Протягом цих років додав до переліку своїх трофеїв два титули чемпіона Шотландії, ставав чемпіоном Франції.
1992 року повернувся до клубу «Рейнджерс», за який відіграв 5 сезонів. За цей час додав до переліку своїх трофеїв ще п'ять титулів чемпіона Шотландії. Завершив професійну кар'єру футболіста виступами за команду «Рейнджерс» у 1997 році

## Виступи за збірну
1985 року дебютував в офіційних матчах у складі національної збірної Англії. Протягом кар'єри у національній команді, яка тривала 8 років, провів у формі головної команди країни 36 матчів, забивши 4 голи.
У складі збірної був учасником чемпіонату світу 1986 року у Мексиці, чемпіонату Європи 1988 року у ФРН, чемпіонату світу 1990 року в Італії, чемпіонату Європи 1992 року у Швеції.

## Титули і досягнення
- Володар Кубка Англії (1):

«Евертон»: 1983-84
- Чемпіон Англії (2):

«Евертон»: 1984-85, 1986-87
- Володар Суперкубка Англії з футболу (4):

«Евертон»: 1984, 1985, 1986, 1987
- Володар Кубка Кубків УЄФА (1):

«Евертон»: 1984-85
- Чемпіон Шотландії (7):

«Рейнджерс»: 1989-90, 1990-91, 1992-93, 1993-94, 1994-95, 1995-96, 1996-97
- Володар Кубка Шотландії (2):

«Рейнджерс»: 1992-93, 1995-96
- Чемпіон Франції (1):

«Олімпік» (Марсель): 1991-92